# Mana Pools
Mana Pools er en nationalpark og en vildtforvaltningsområde i det nordlige Zimbabwe på i alt 6.766 km². Området ligger langs den nedre del af Zambezifloden, hvor flodsletten udvikler sig til et stort område af søer efter regntiden. Efterhånden som søerne gradvis udtørrer og forsvinder igen, kommer mange dyr ind i området på jagt efter vand. Dette gør området til et af Afrikas bedste områder for vildtobservationer.
Mana (fire på Shona) hentyder til de fire permanente søer som er dannet af meandrering fra Zambezifloden. Området omfatter 2.500 km² elv, flodbredder, øer, banker og damme, omgivet af skove bestående af mahogni, figentræer, ibenholt og baobabtræer. Området stod i fare for at blive omfattet af vandkraftudbygning før det blev verdensarvsområde. Området har landets største koncentration af flodheste og krokodiller; i tørketiden er der også rigelig med elefanter og kafferbøfler her.
På den anden side af Zambezifloden støder området op til The Lower Zambezi National Park i Zambia.

## Eksterne kilder og henvisninger
- UNEP World Conservation Monitoring Centre: faktaark
- safarimappers.com kort